# (91006) Fleming
(91006) Fleming – planetoida z pasa głównego asteroid okrążająca Słońce w ciągu 4 lat i 22 dni w średniej odległości 2,54 j.a. Została odkryta 28 stycznia 1998 roku w Kleť Observatory w pobliżu Czeskich Budziejowic przez Miloša Tichego i Zdenka Moravca. Nazwa planetoidy pochodzi od Alexandra Fleminga (1881-1955), szkockiego biologa i farmaceuty, laureata Nagrody Nobla w dziedzinie medycyny. Przed nadaniem nazwy planetoida nosiła oznaczenie tymczasowe (91006) 1998 BT25.